# Пиносава
Пиносава (серб. Пиносава) — небольшой город в Сербии, в пригороде Белграда, в общине Вождовац.

## Географическое положение
Пиносава расположена к югу от Белграда. Из города хорошо видна гора Авала, которая расположена к востоку от него.

## История
Пиносава известна ещё со средних веков, но тогда она была известная под именем Колари. Первый раз упоминается в описи 1572 года. Одно народное предание гласит, что Пиносава получило своё название от имени феодала Пина Савойского, который в XV веке имел здесь поместье.

## Население
Численность населения 2 839 чел. (перепись 2002).
Этнический состав населения города отличается однородностью — 98 % его населения составляют сербы.
Численность совершеннолетних в городе — 2 240 чел, средний возраст населения — 39,2 года (мужчины — 38,9, женщины — 39,5). В городе имеется 912 домохозяйств, среднее число человек в которых — 3,11.